# Varbergsviken
Varbergsviken är en sjö i Söderhamns kommun i Hälsingland och ingår i Norralaåns huvudavrinningsområde. Sjön har en area på 0,132 kvadratkilometer och ligger 3,9 meter över havet. Sjön avvattnas av vattendraget Norralaån (Trönöån).

## Delavrinningsområde
Varbergsviken ingår i det delavrinningsområde (680367-156733) som SMHI kallar för Utloppet av Varbergsviken. Medelhöjden är 10 meter över havet och ytan är 1,48 kvadratkilometer. Räknas de 62 avrinningsområdena uppströms in blir den ackumulerade arean 300,24 kvadratkilometer. Avrinningsområdets utflöde Norralaån (Trönöån) mynnar i havet. Avrinningsområdet består mestadels av skog (69 procent) och jordbruk (13 procent). Avrinningsområdet har 0,13 kvadratkilometer vattenytor vilket ger det en sjöprocent på 9 procent.